# استیل کریک (آلاسکا)
استیل کریک (به انگلیسی: Steele Creek) یک منطقهٔ مسکونی در ایالات متحده آمریکا است که در Fairbanks North Star Borough واقع شده‌است. استیل کریک ۲۴۰٫۴۶ کیلومتر مربع مساحت دارد ۱۵۲٫۴ متر بالاتر از سطح دریا واقع شده‌است.